# Кенні Сенсом
Кенні Сенсом (англ. Kenny Sansom, * 26 вересня 1958, Лондон) — англійський футболіст, захисник.
Насамперед відомий виступами за клуби «Крістал Пелес» та «Арсенал», а також національну збірну Англії.
Володар Кубка англійської ліги. 

## Клубна кар'єра
У дорослому футболі дебютував 1975 року виступами за команду клубу «Крістал Пелес», в якій провів п'ять сезонів, взявши участь у 172 матчах чемпіонату.  Більшість часу, проведеного у складі «Крістал Пелес», був основним гравцем захисту команди.
Своєю грою за цю команду привернув увагу представників тренерського штабу клубу «Арсенал», до складу якого приєднався 1980 року. Відіграв за «канонірів» наступні вісім сезонів своєї ігрової кар'єри. Граючи у складі лондонського «Арсенала» також здебільшого виходив на поле в основному складі команди. За цей час двічі виборював титул володаря Кубка англійської ліги.
Згодом з 1988 по 1993 рік грав у складі команд клубів «Ньюкасл Юнайтед», «Квінс Парк Рейнджерс», «Ковентрі Сіті», «Евертон» та «Брентфорд».
Завершив професійну ігрову кар'єру у клубі «Вотфорд», за команду якого виступав протягом 1994—1994 років.

## Виступи за збірну
1979 року дебютував в офіційних матчах у складі національної збірної Англії. Протягом кар'єри у національній команді, яка тривала 10 років, провів у формі головної команди країни 86 матчів, забивши 1 гол. У складі збірної був учасником чемпіонату Європи 1980 року в Італії, чемпіонату світу 1982 року в Іспанії, чемпіонату світу 1986 року у Мексиці.

## Титули і досягнення
- Володар Кубка англійської ліги (1):

«Арсенал»:  1986-87